# ريكاردو رودريغيز (لاعب كرة قدم مواليد 1974)
ريكاردو رودريغيز (Ricardo Rodríguez) (مواليد 3 أبريل 1974) هو مدرب كرة قدم.

## وصلات خارجية
- ريكاردو رودريغيز على موقع قاعدة بيانات كرة القدم.إي يو (الإنجليزية)
- ريكاردو رودريغيز على موقع Soccerway.com (الإنجليزية)
- ريكاردو رودريغيز على موقع عالم كرة القدم.نت (الإنجليزية)

- J.League Data Site (باليابانية)